# 菲西巴赫

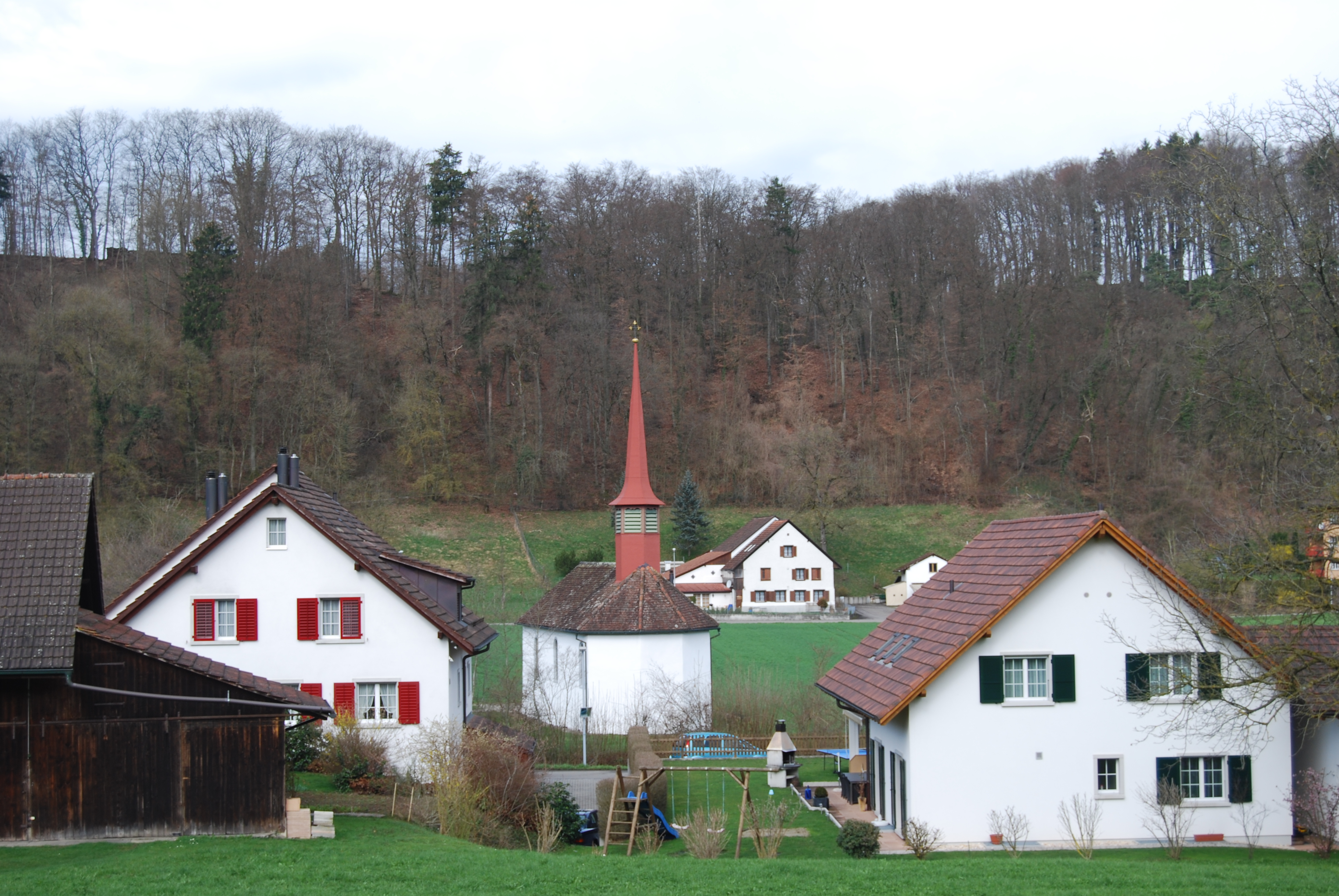

菲西巴赫是瑞士的城鎮，位於該國北部，由阿爾高州負責管轄，面積5.79平方公里，海拔高度378米，2012年人口392，四成半人口信奉羅馬天主教，人口密度每平方公里68人。